# Stiliyan Petrov
Stiliyan Petrov (Montana, Bulgaria, 5 de julio de 1979) es un exfutbolista búlgaro. Jugaba para el Aston Villa de la Premier League de Inglaterra. Ha tenido que dejar la práctica del fútbol debido a que le ha sido diagnosticada una leucemia aguda. En la actualidad, Petrov ya ha superado esta leucemia, e incluso ha vuelto al mundo del fútbol en una liga semi-profesional, aunque luego de 4 años de inactividad regresa al fútbol profesional.

## Selección nacional
Ha sido internacional con la Selección de fútbol de Bulgaria, ha jugado 106 partidos internacionales y ha anotado 8 goles.

## Clubes
| Club              | País       | Año       |
| ----------------- | ---------- | --------- |
| CSKA Sofia        | Bulgaria   | 1996-1999 |
| Celtic de Glasgow | Escocia    | 1999-2006 |
| Aston Villa       | Inglaterra | 2006-2012 |

## Retiro
Petrov dijo a la prensa de su país que planeaba retirarse del fútbol a nivel internacional y nacional. Según indica Sky Sports, el agente del jugador insiste en que el futbolista no tiene planes de dejar el fútbol. "No es verdad que Stiliyan haya dicho eso. Lo que dijo es que luchará por su vida y por recuperarse", ha concluido.
La enfermedad le fue diagnosticada el 30 de marzo de 2012 tras un partido de la liga inglesa contra el Arsenal, cuando el jugador de 32 años tuvo una fiebre súbita.
Sin embargo, el 13 de abril de 2014 volvió a los terrenos de juego, esta vez en la Sunday League, donde en vez de cobrar 70.000 libras esterlinas por semana, tiene que pagar 6 al mes para jugar. Volvió en el Villa Park, donde fue ovacionado.

## Palmarés

### Campeonatos nacionales
| Título                     | Club              | País    | Año  |
| -------------------------- | ----------------- | ------- | ---- |
| Copa de la Liga de Escocia | Celtic de Glasgow | Escocia | 2000 |
| Premier League de Escocia  | Celtic de Glasgow | Escocia | 2001 |
| Copa de la Liga de Escocia | Celtic de Glasgow | Escocia | 2001 |
| Copa de Escocia            | Celtic de Glasgow | Escocia | 2001 |
| Premier League de Escocia  | Celtic de Glasgow | Escocia | 2002 |
| Premier League de Escocia  | Celtic de Glasgow | Escocia | 2004 |
| Copa de Escocia            | Celtic de Glasgow | Escocia | 2004 |
| Copa de Escocia            | Celtic de Glasgow | Escocia | 2005 |
| Premier League de Escocia  | Celtic de Glasgow | Escocia | 2006 |
| Copa de la Liga de Escocia | Celtic de Glasgow | Escocia | 2006 |